# آکوبا (سرده)
آکوبا (نام علمی: Aucuba)، سرده‌ای از سه تا ده گونه از گیاهان گل‌دار است که اکنون در خانواده ابریشم‌آویزان قرار می‌گیرد، اگرچه قبلاً در آکوباایان یا زغال‌اخته‌ایان طبقه‌بندی می‌شد.
گونه‌های  آکوبا بومی شرق آسیا، از شرق هیمالیا تا چین، کره و ژاپن هستند. این نام لاتینی‌سازی شده از Aokiba ژاپنی است. آنها درختچه‌های همیشه سبز یا درختان کوچکی به ارتفاع ۲ تا ۱۳ متر هستند که از نظر ظاهری شبیه به لورهای جنس برگ بو، دارای برگ‌های براق و چرمی هستند و از جمله درختچه‌هایی هستند که به اشتباه در باغ‌ها به آنها برگ‌بوئیان می‌گویند.